# Liste des monuments aux morts du 2e arrondissement de Paris

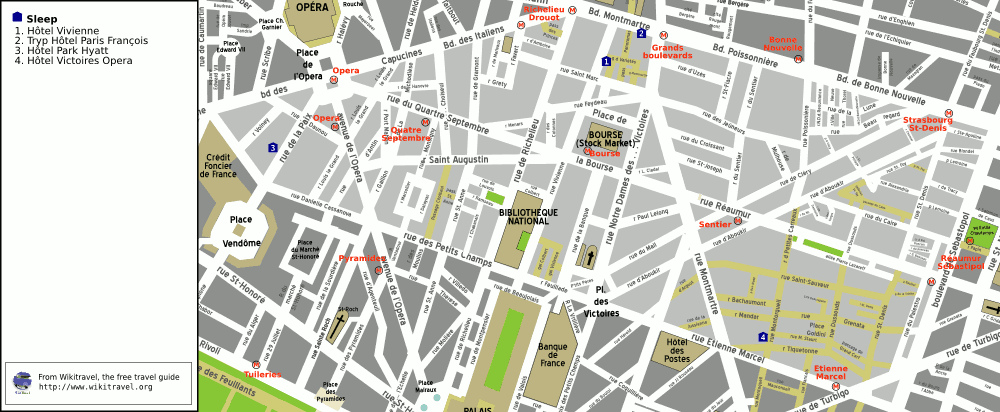
Plan du 2e arrondissement de Paris.

Cet article recense les monuments aux morts du 2e arrondissement de Paris, en France.

## Liste
- Plaques et stèles :
  - Bombardier Avro Lancaster du 57th Squadron de la Royal Air Force (basilique Notre-Dame-des-Victoires)
  - Comité local de libération du 2e arrondissement (mairie du 2e, façade)
  - Habitants du 2e arrondissement morts pour la France (mairie du 2e, cour intérieure)
  - Mémorial de la Première Guerre mondiale (église Notre-Dame-de-Bonne-Nouvelle
  - Nouvelles messageries de presse parisienne (111 rue Réaumur)
  - Syndicat national des acteurs (7 rue Monsigny)

- Plaques individuelles, morts de la Seconde Guerre mondiale :
  - Jacques Bidaut (mairie du 2e arrondissement)
  - Louis Brélivet (5 place des Petits-Pères)
  - Louis Dumas (21 rue Louis-le-Grand)
  - Michel Guillois (38 avenue de l'Opéra)
  - Charles Ménard (40 rue du Caire)